# Цирк (селенографія)

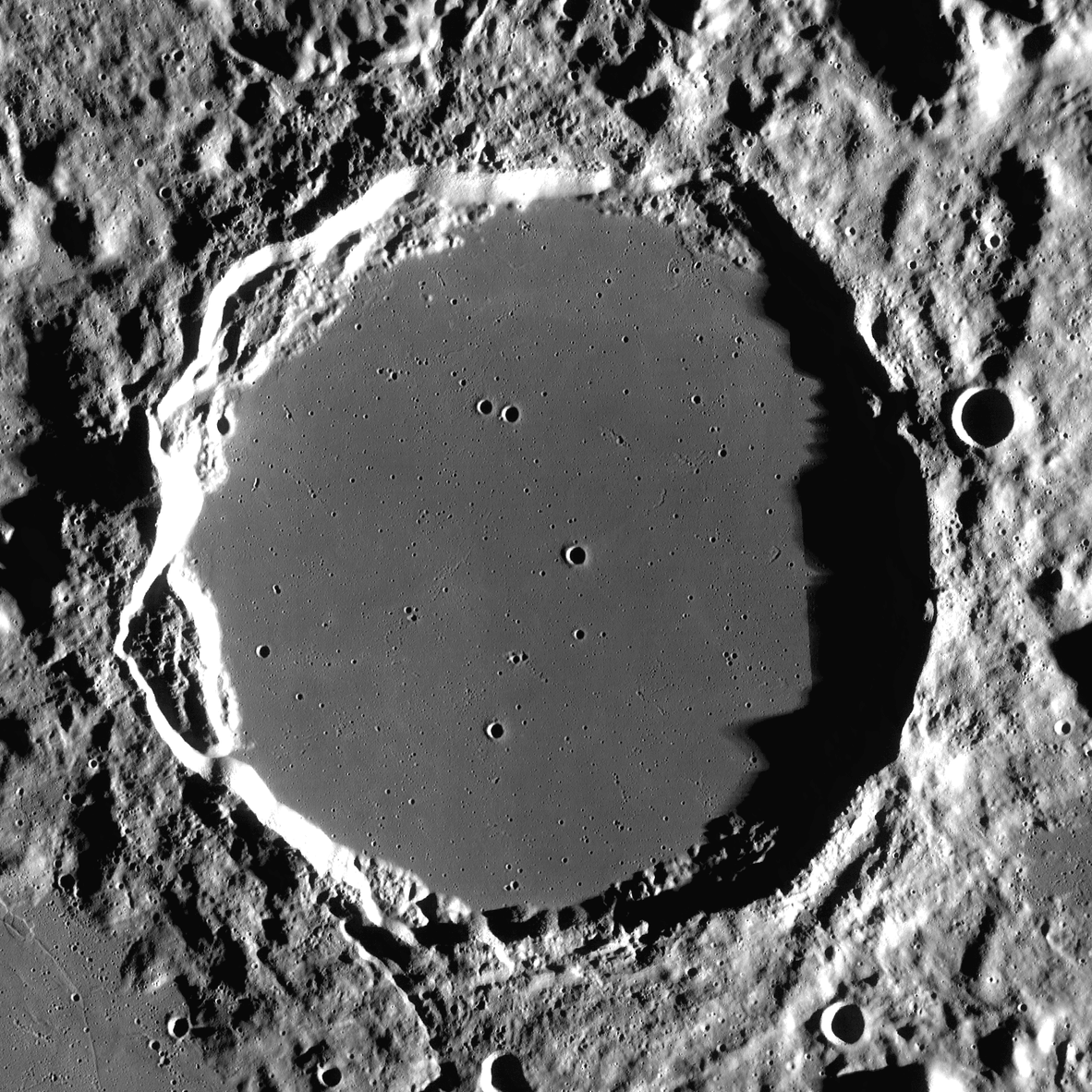
Кратер Платон із затопленим лавою дном — найхарактерніший приклад цирку

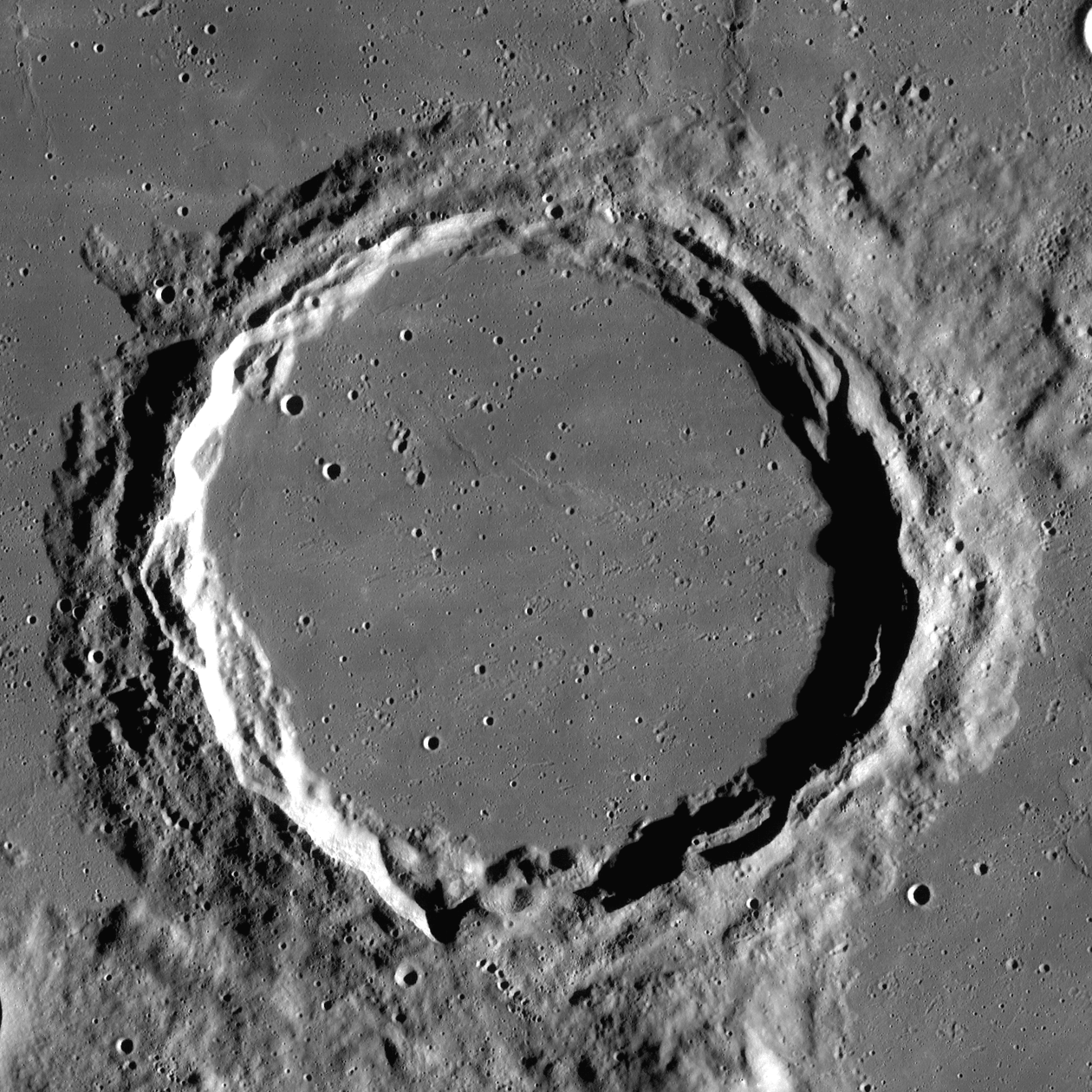
Цирк Архімед

Цирк (від лат. circus — «коло», «арена») — стара назва місячних кратерів, що мають плоске дно без центральної гірки. Власне кратерами тоді зазвичай називали лише ті круглі западини, що мають гірку. Деякі автори називали цирками всі великі кратери незалежно від її наявності.
Центральної гірки нема у багатьох місячних кратерів розміром до 60 км, а також у більших кратерів, дно яких разом із цією гіркою затоплене лавою.
Як і майже всі інші місячні кратери, цирки мають імпактне походження.